# Reo Purgyil
Reo Purgyil, còn gọi là Leo Pargial và Leo Pargil, là một đỉnh núi nằm ở mút nam dãy Zanskar thuộc vùng Tây Himalaya của Himalaya. Nó tọa lạc trên biên giới Himachal Pradesh/Tây Tạng.

## Mô tả
Với độ cao 6.816 m, Reo Purgyil là đỉnh núi cao nhất Himachal Pradesh. Về địa chất, đây là một đỉnh dạng vòm và là một phần của một khối núi lớn trồi lên bên sông Satluj (Sutlej), đổ bóng xuống những thung lũng miền tây Tây Tạng. Sông Spiti, phụ lưu mạn nam của Satluj, lấy nước từ góc bắc khối núi.
Đỉnh thường bị mây che, nằm cách Đỉnh 6791 (một đỉnh núi "song sinh" đạt 6.791 m) chỉ 2 km về phía nam. Đỉnh 6791 thường được gọi là Leo Pargial và có đủ độ lồi địa hình để coi là một núi riêng. Nako là một ngôi làng nằm trên sườn núi, gần biên giới Ấn-Tạng.

## Lịch sử chinh phục
- Chinh phục chính thức lần đầu (1971) bởi ITBP (cảnh sát biên phòng Ấn-Tạng)[11]
- Chinh phục lần hai (1991) bởi E. Theophilus và đồng đội[11]
- Chinh phục gần đây (2018) bởi Rajsekhar Maity và đồng đội (Đoàn leo núi Nam Calcutta)[12]